# Systenoplacis fagei
Systenoplacis fagei là một loài nhện trong họ Zodariidae.
Loài này thuộc chi Systenoplacis. Systenoplacis fagei được George Newbold Lawrence miêu tả năm 1937.